# 운주사

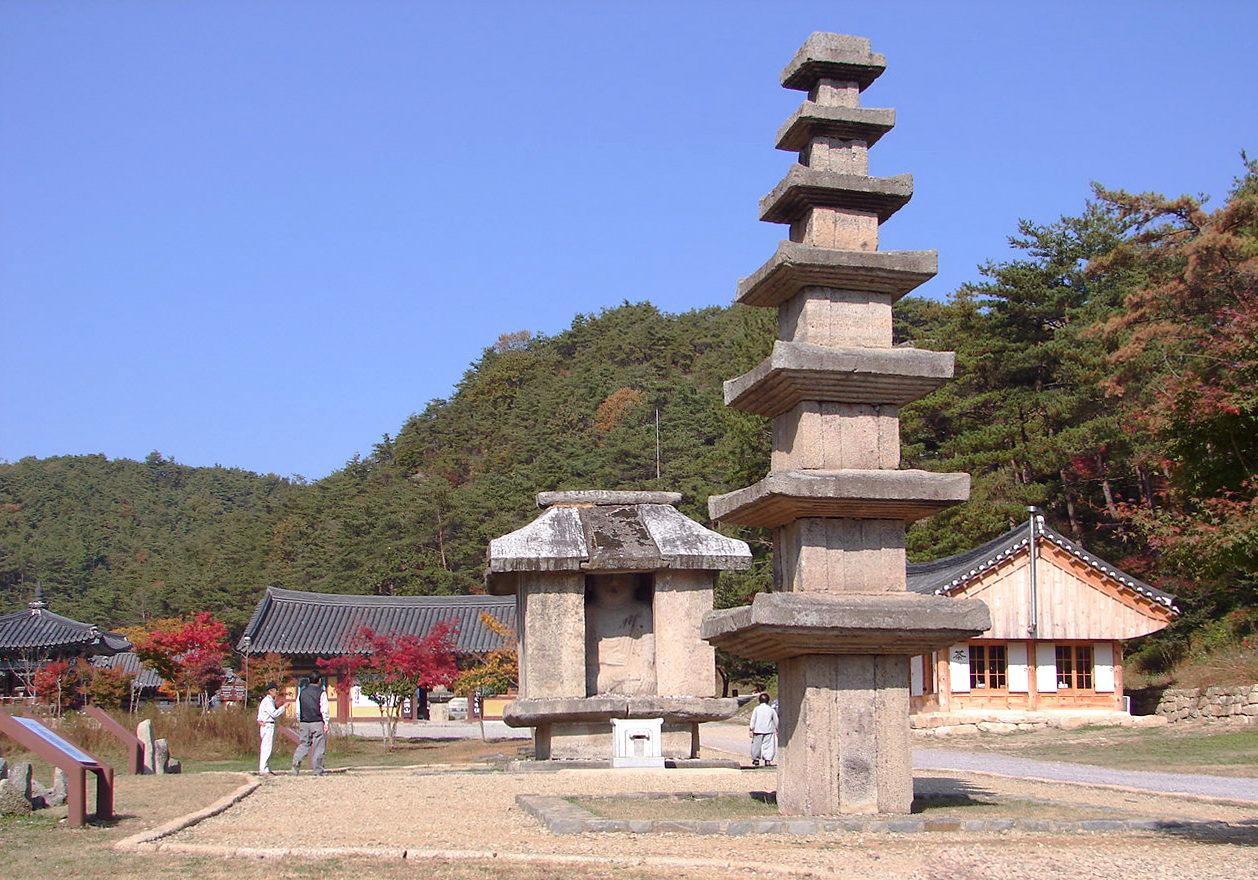
운주사

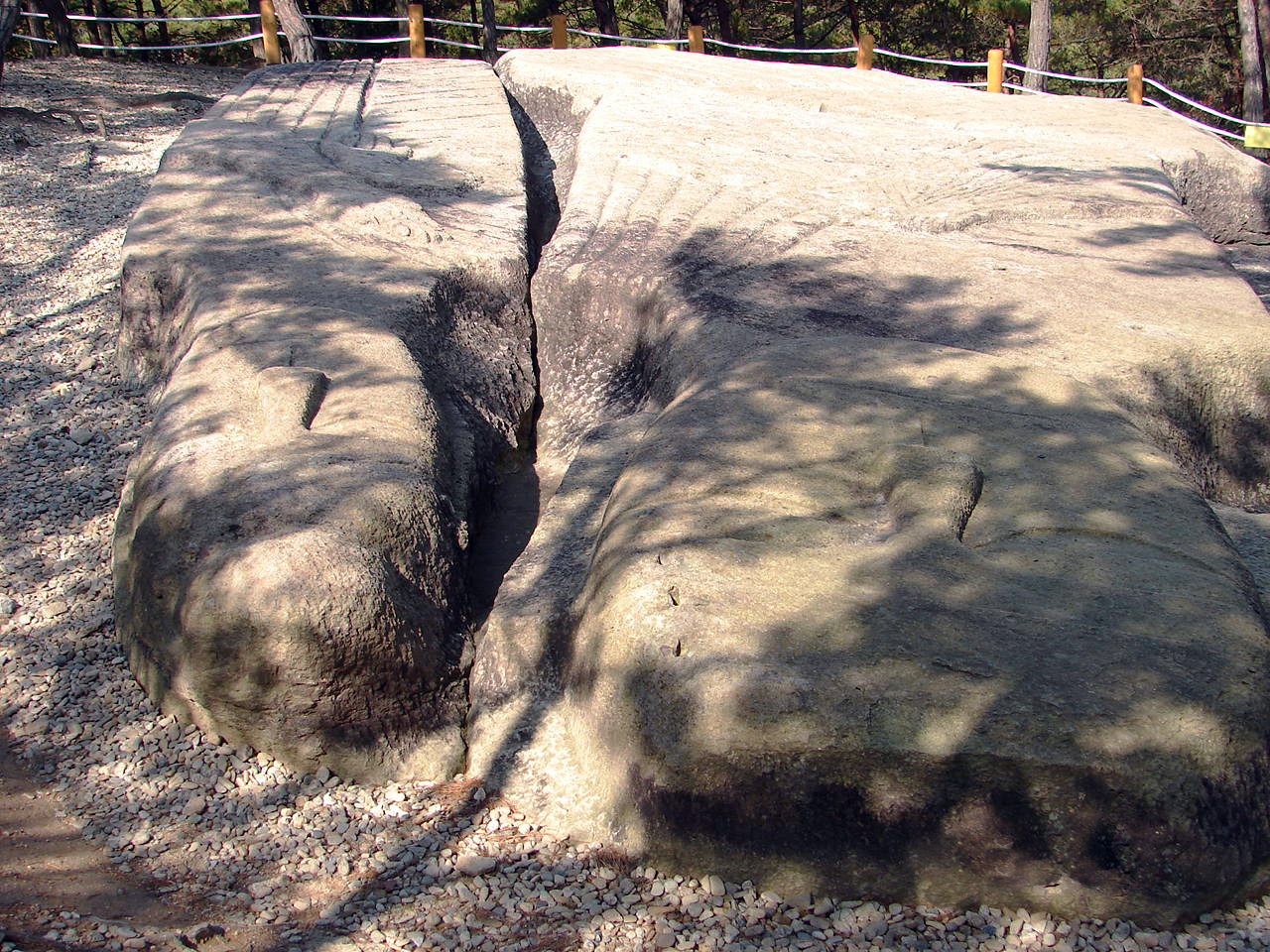
운주사 와불

운주사(雲住寺)는 대한민국 전라남도 화순군 도암면 용강리에 있는 절이다. 화순읍에서 서남쪽으로 약 26km 지점에 위치하고 있다. 천태산을 중심으로 동쪽에는 개천사, 서쪽에는 운주사가 자리하고 있다.

## 개요
운주사는 신라 말기 도선국사가 세웠다는 전설이 있다. 도선국사가 풍수지리설에 의거해서 이곳 지형이 배형으로 되어 있어 배의 돛대와 사공을 상징하는 불상 천 위와 탑 천 개를 세웠다 하여 일명 천불천탑이라 한다. 그러나 최근에 들어 운주사가 법화경 제28품을 중심으로 조성되었다는 주장에 신빙성이 있다. 특히 11품 견보탑품을 보면 이불상배 부분은 석가여래가 분신불을 모아 법화경을 설할 즈음 다보여래가 나타나 서로 자리를 함께 하는 부분이다. 기타 종지용출품, 신해품, 묘원보살품, 화성유품, 약초유품 등의 내용이 운주사 곳곳에 석불과 석탑으로 나타나 있다. 기타  문헌상으로 전해진 사료에는 아직까지 이 점에 관한 기록이 거의 없고 '신증동국여지승람 능성현조'에 “雲住寺在千佛千塔之左右山背石佛塔名一千又有石室二石佛像異座”란 기록이 있어 현존 석불석탑의 유래를 짐작할 수 있다.
사찰경내의 많은 석불 및 석탑은 조각수법이 투박하고 정교하지 않은 것으로 본다. 조성연대는 고려 중기인 12세기 정도로 평가되며 일시에 이루어진 것이 아니라 오래 기간을 두고 계속되었을 것으로 추정하고 있다.
1984년 이후 4차례 발굴과 석조불감해체복원, 원형다층석탑 보수, 일주문 신축, 보제각 신축 등을 했으며 1997년에는 와불진입로를 정비하였다. 현재 사찰경내에는 석탑 21기, 석불 93구가 보존되어 있다.

## 경내 문화재

### 운주사 구층석탑
보물 제796호. 운주사에서 가장 높은 석탑이며 석탑 옆면의 꽃문양이 이색적이다.

### 운주사 와불
도선국사가 하룻날 하룻밤 사이에 천불천탑을 세워 새로운 세상을 열어 보고자 했으나 공사가 끝나갈 무렵 일하기 싫어한 동자승이 “꼬끼오”하고 닭소리를 내는 바람에 석수장이들이 모두 날이 샌 줄 알고 하늘로 가버려 결국 와불로 남게 되었다고 한다. 와불이 일어나는 날 이 땅에는 새로운 세상이 열린다고 전해온다.

### 운주사 석조불감
석가여래와 다보여래가 서로 이불병좌하고 여러 분신불 앞에서 묘법연화경, 즉 법화경을 설하는 부분이다. 법화경 제11품 견보탑품에서 보탑, 보배탑, 칠보탑을 잘못 가리켜 석조불감이라고 하고 있다. 
보물 제797호. 야외에 있는 불감으로 대표적이다.

### 운주사 원형 다층석탑
보물 제798호. 탑의 구성이나 전체적인 형태에 있어 이색적인 것으로서 고려시대에 이르러 많이 나타난 특이형 석탑이다.

## 사진

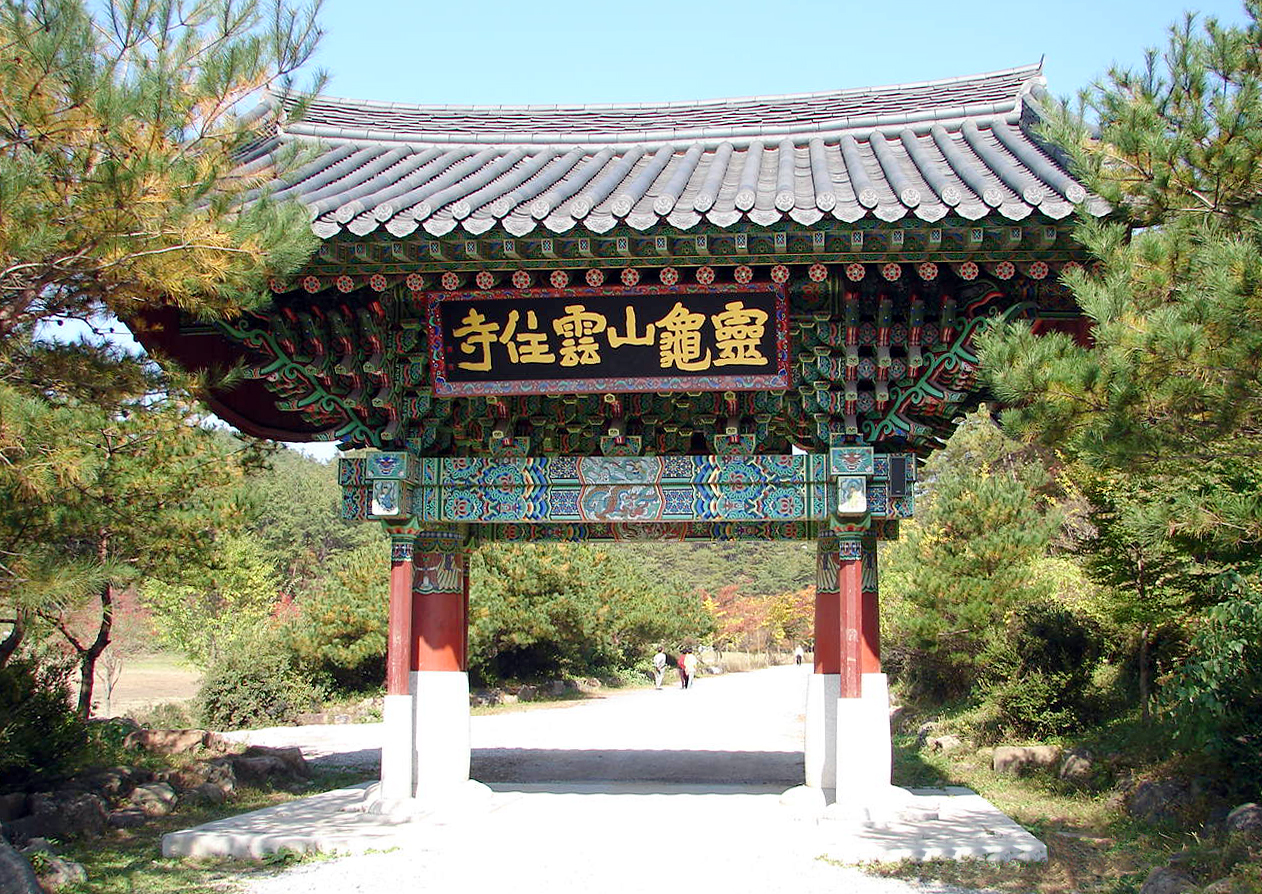
일주문
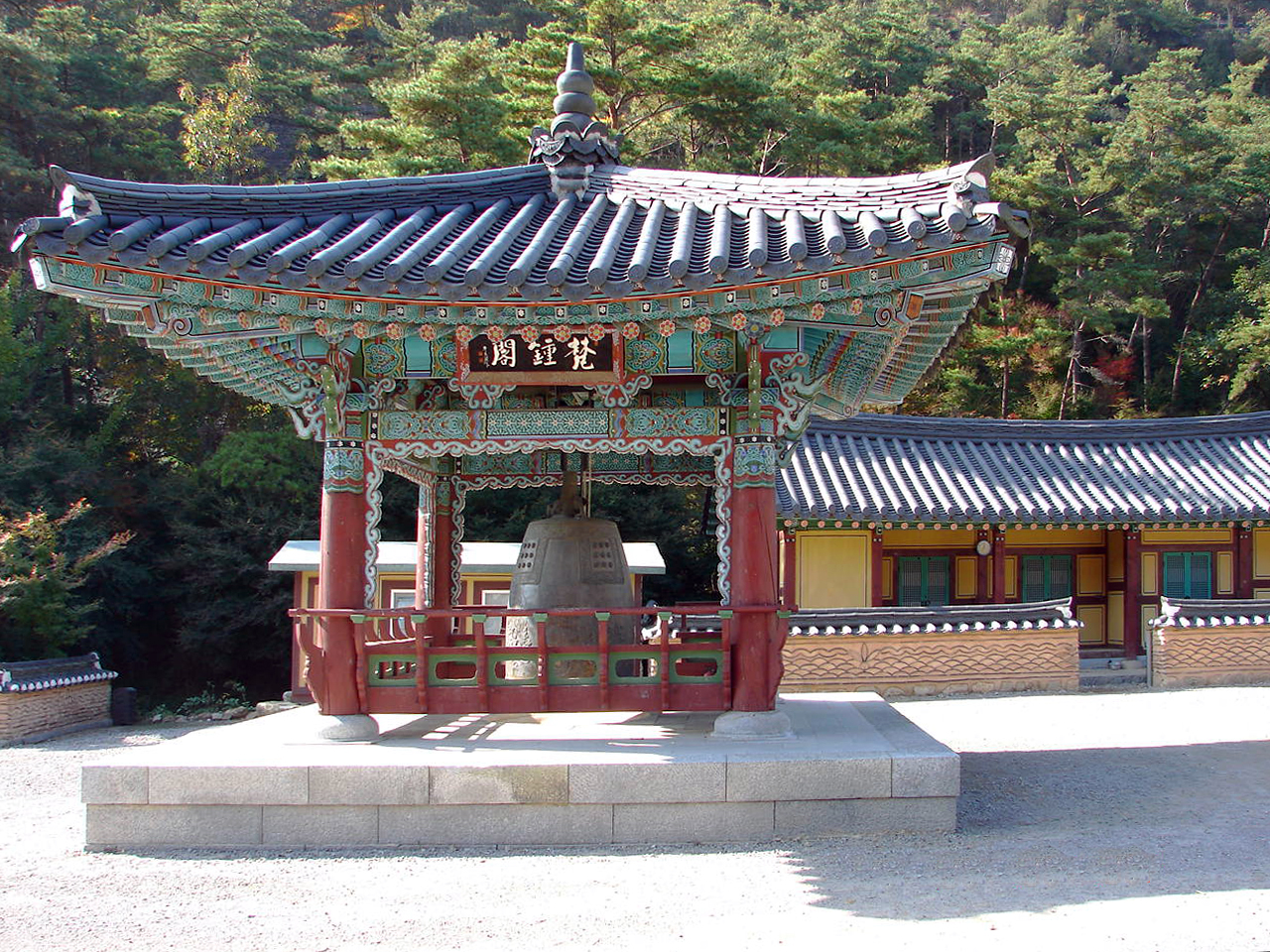
범종각
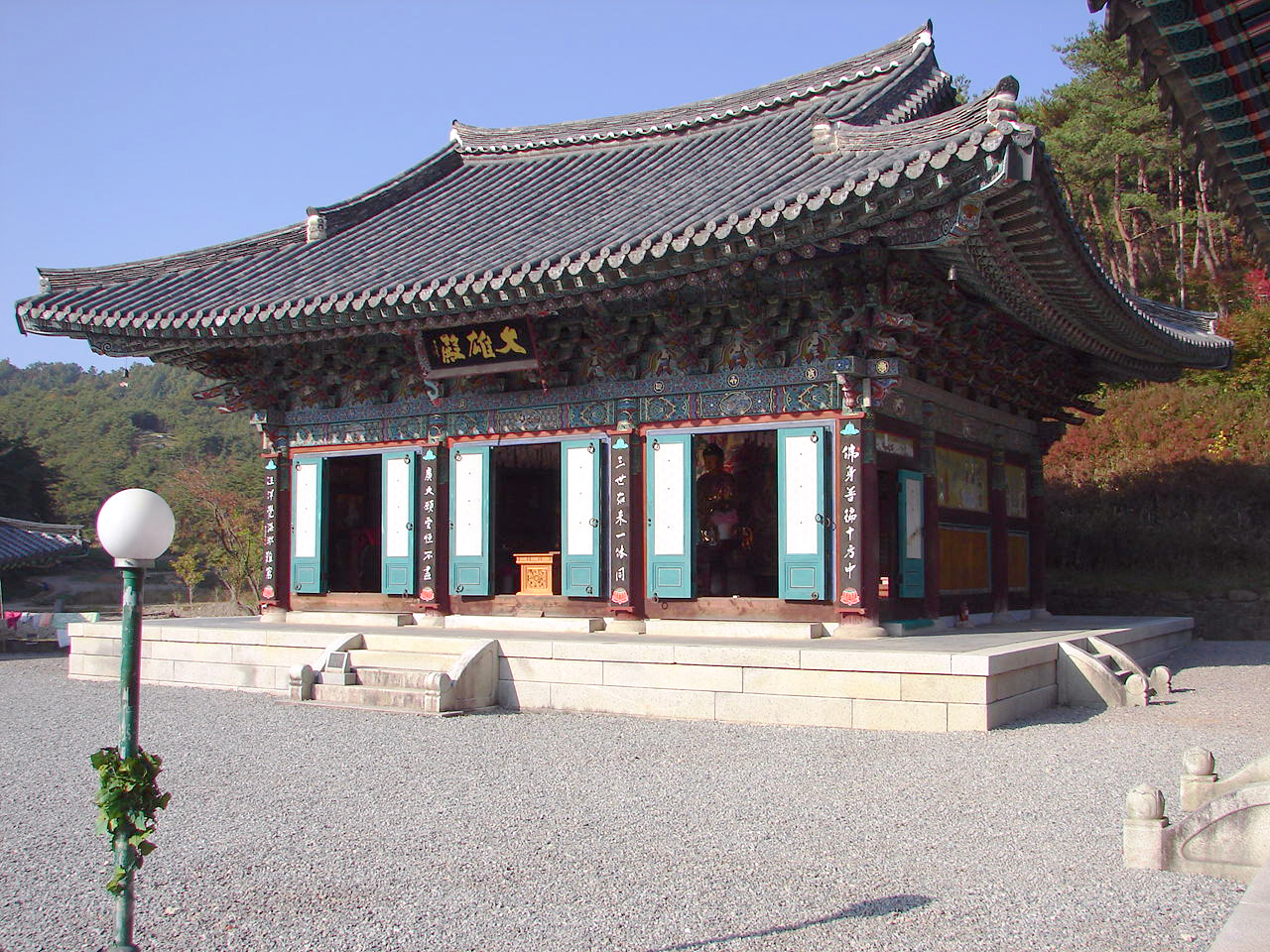
대웅전
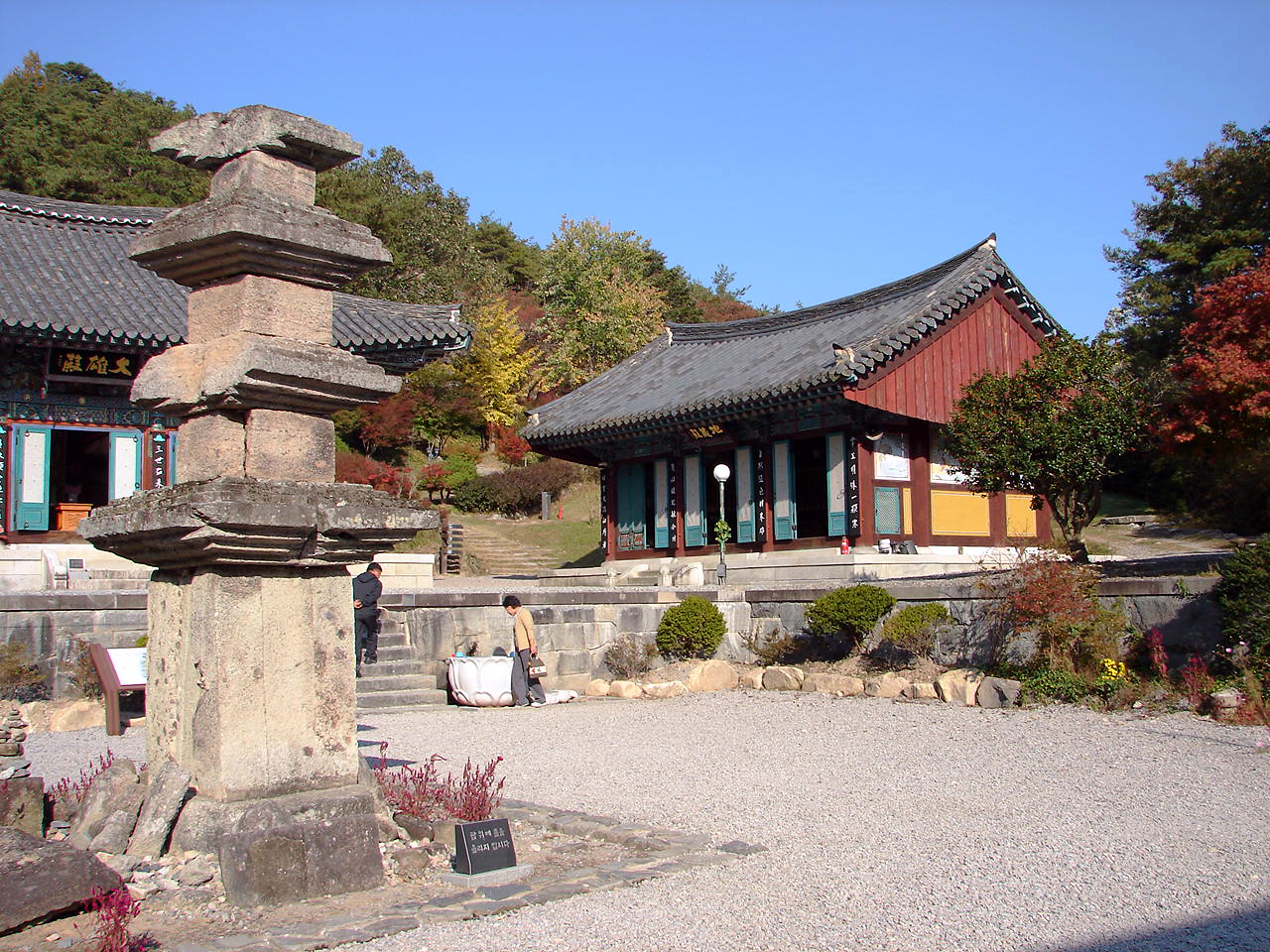
지장전과 다층석탑
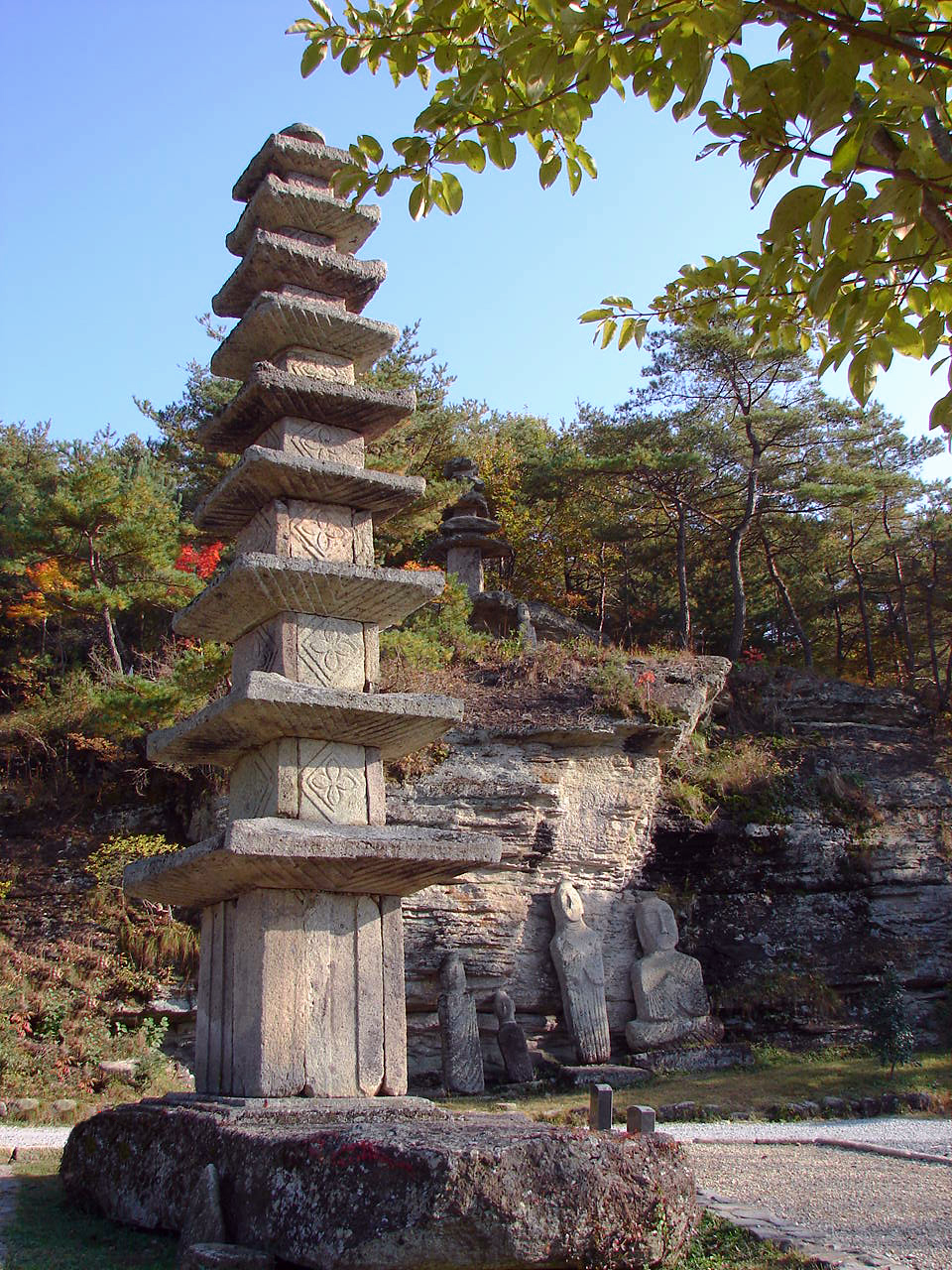
구층석탑
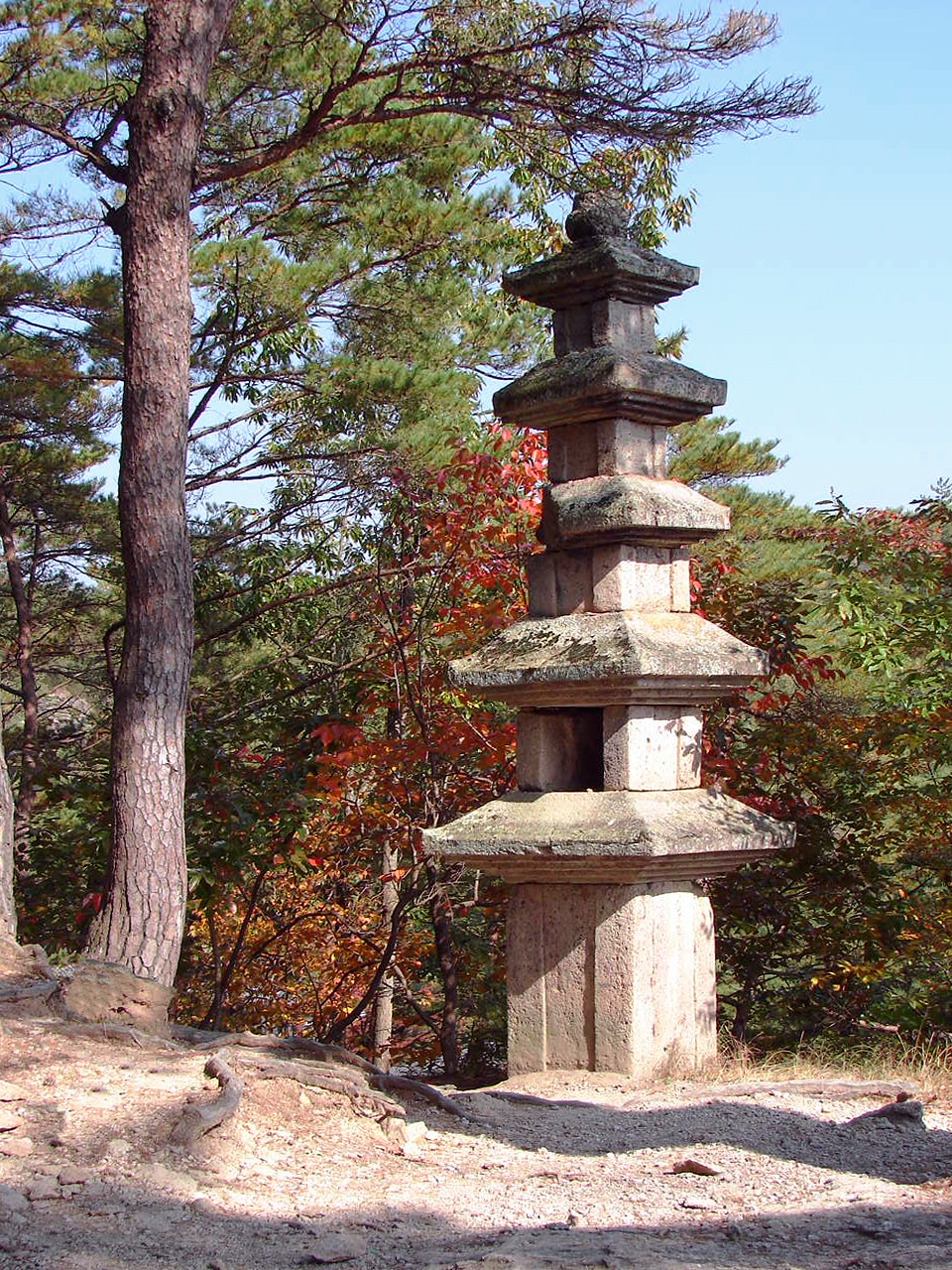
거북바위 오층석탑
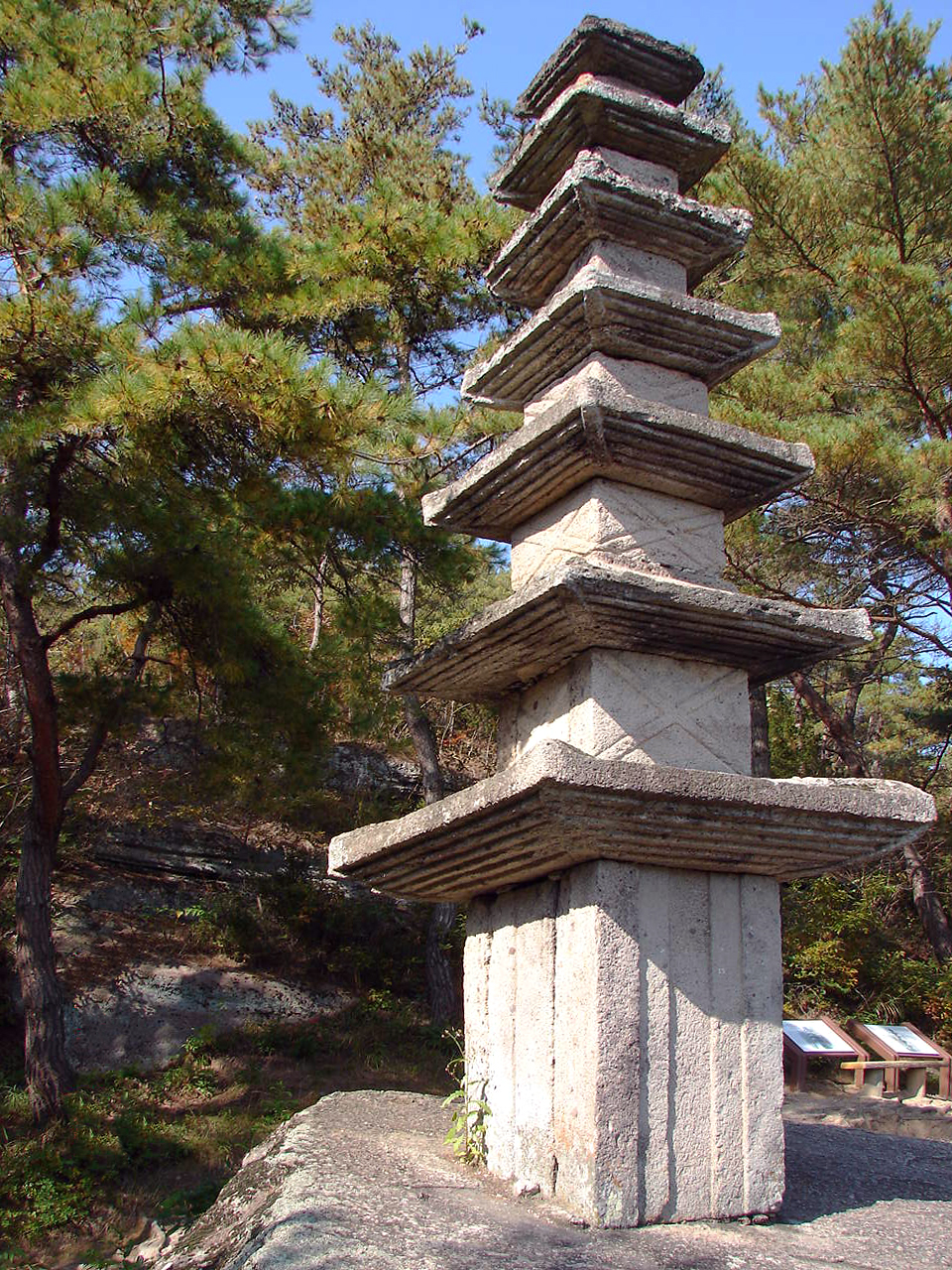
거북바위 교차문 칠층석탑
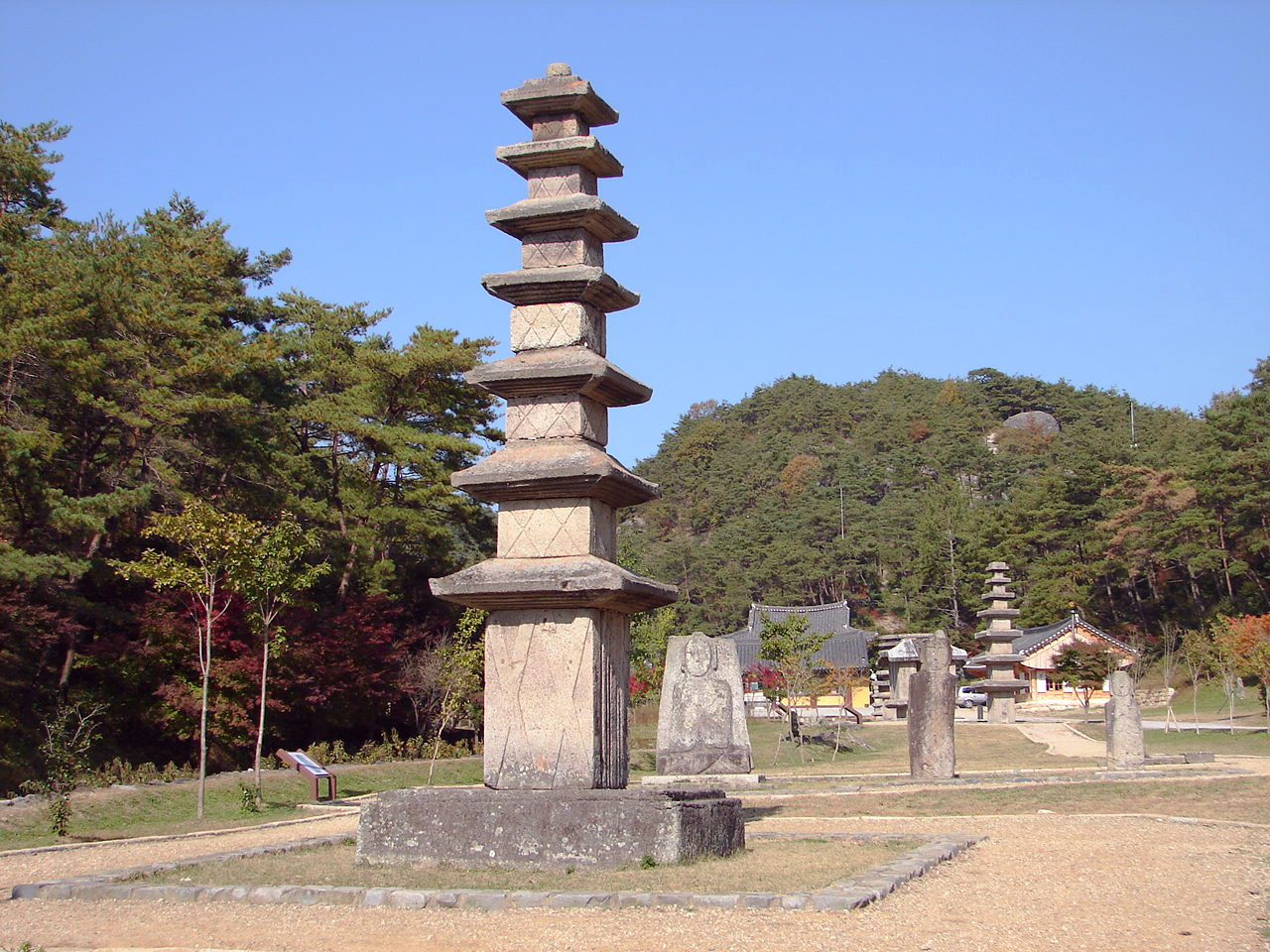
쌍교차문 칠층석탑
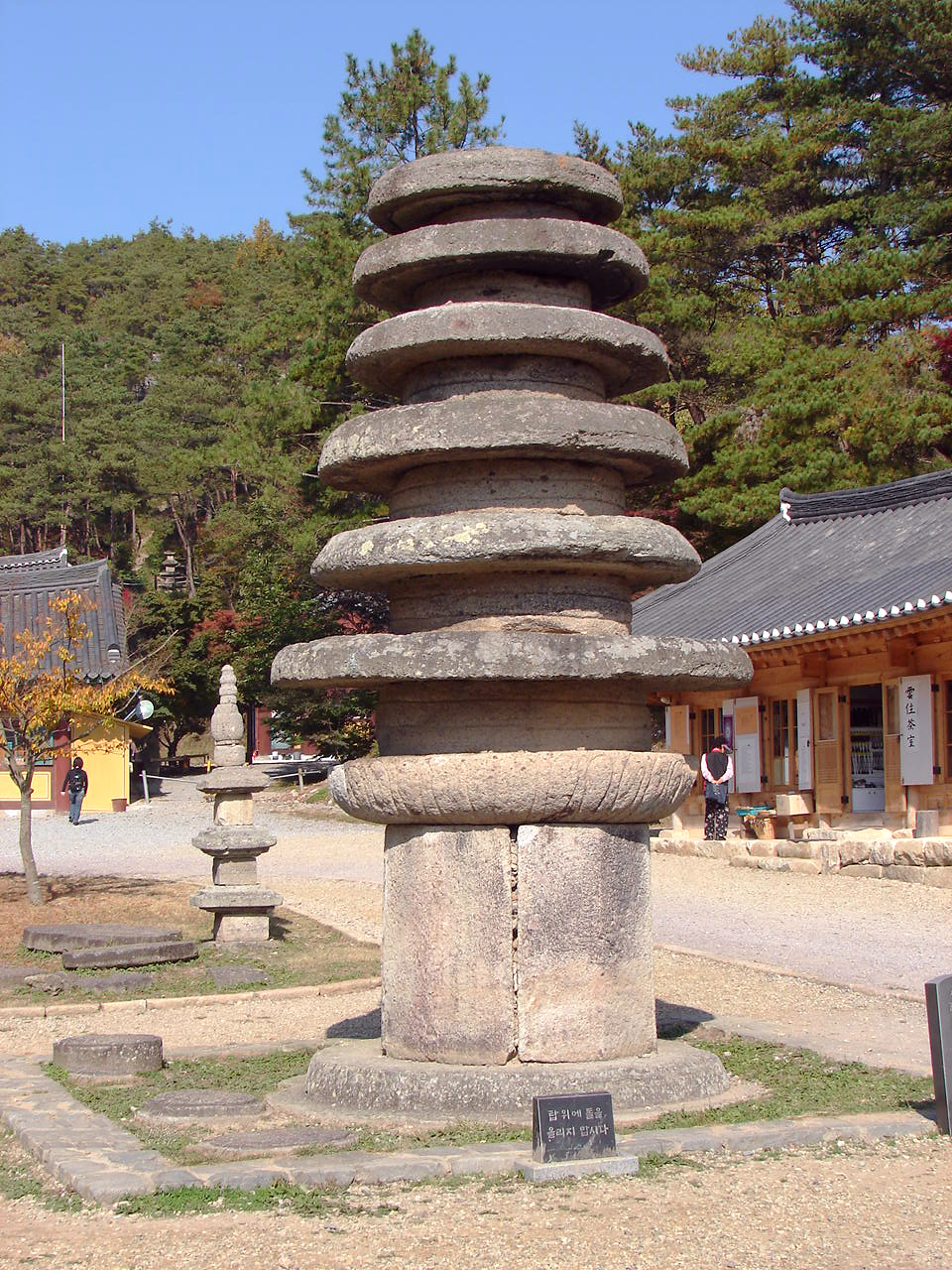
원형 다층석탑
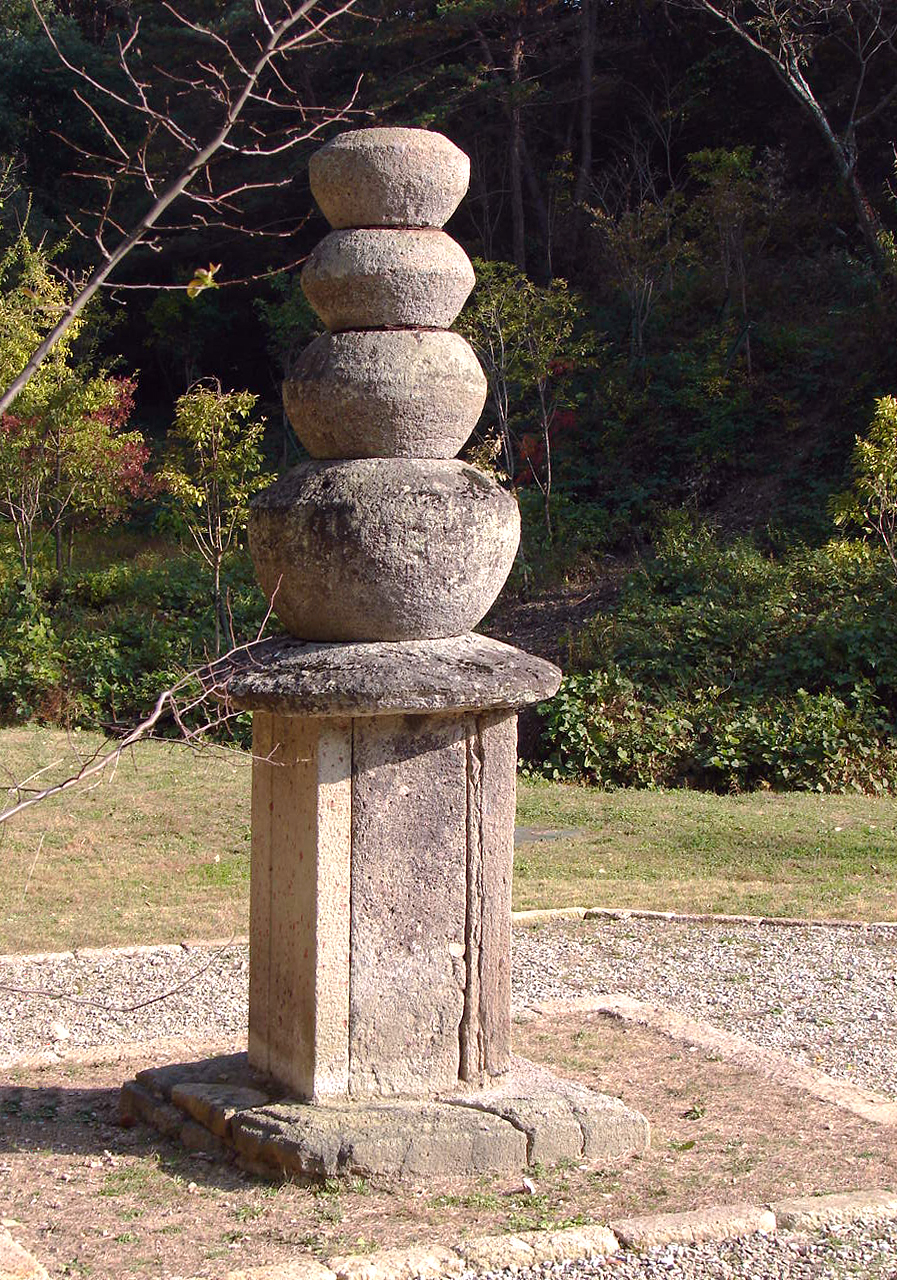
발형 다층석탑
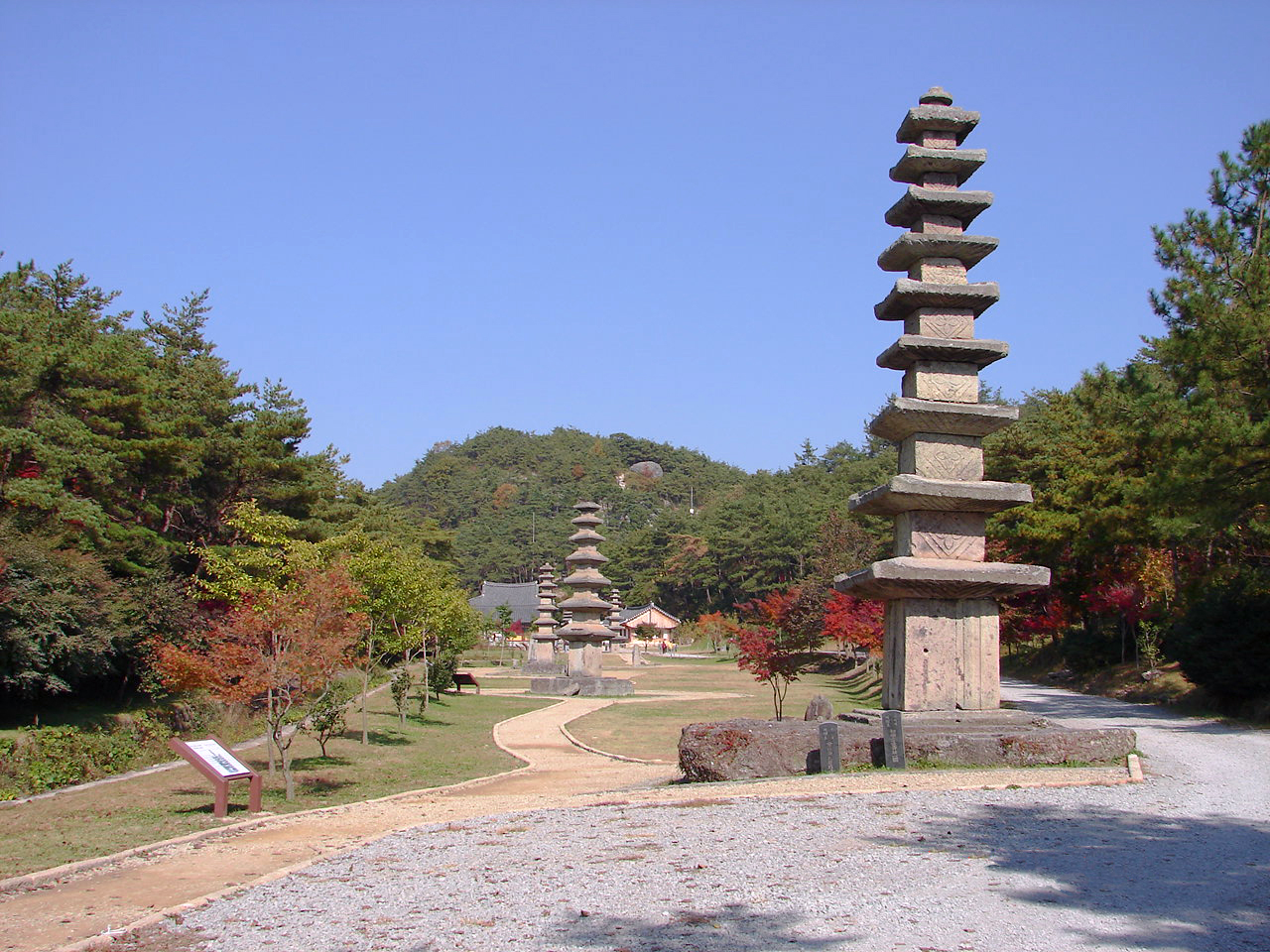
석탑군
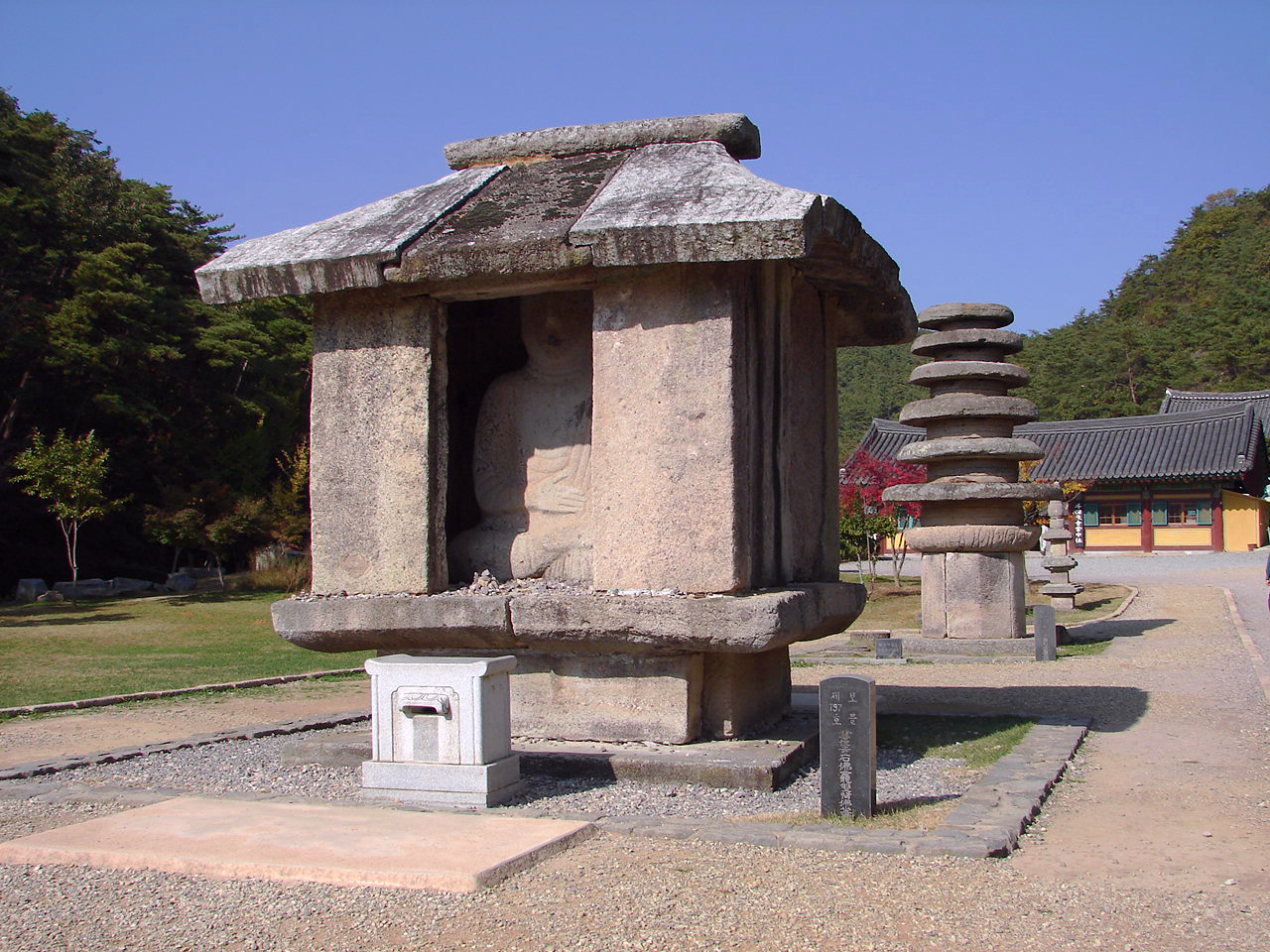
석조불감
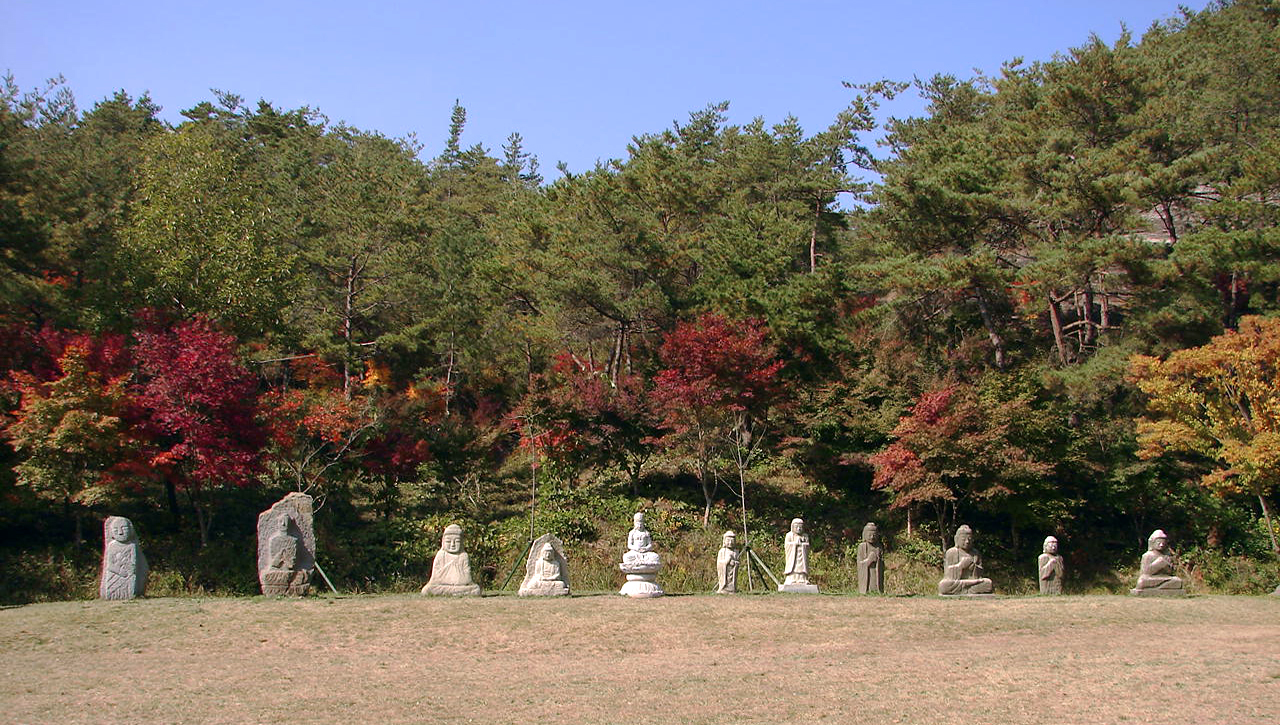
석조불상군
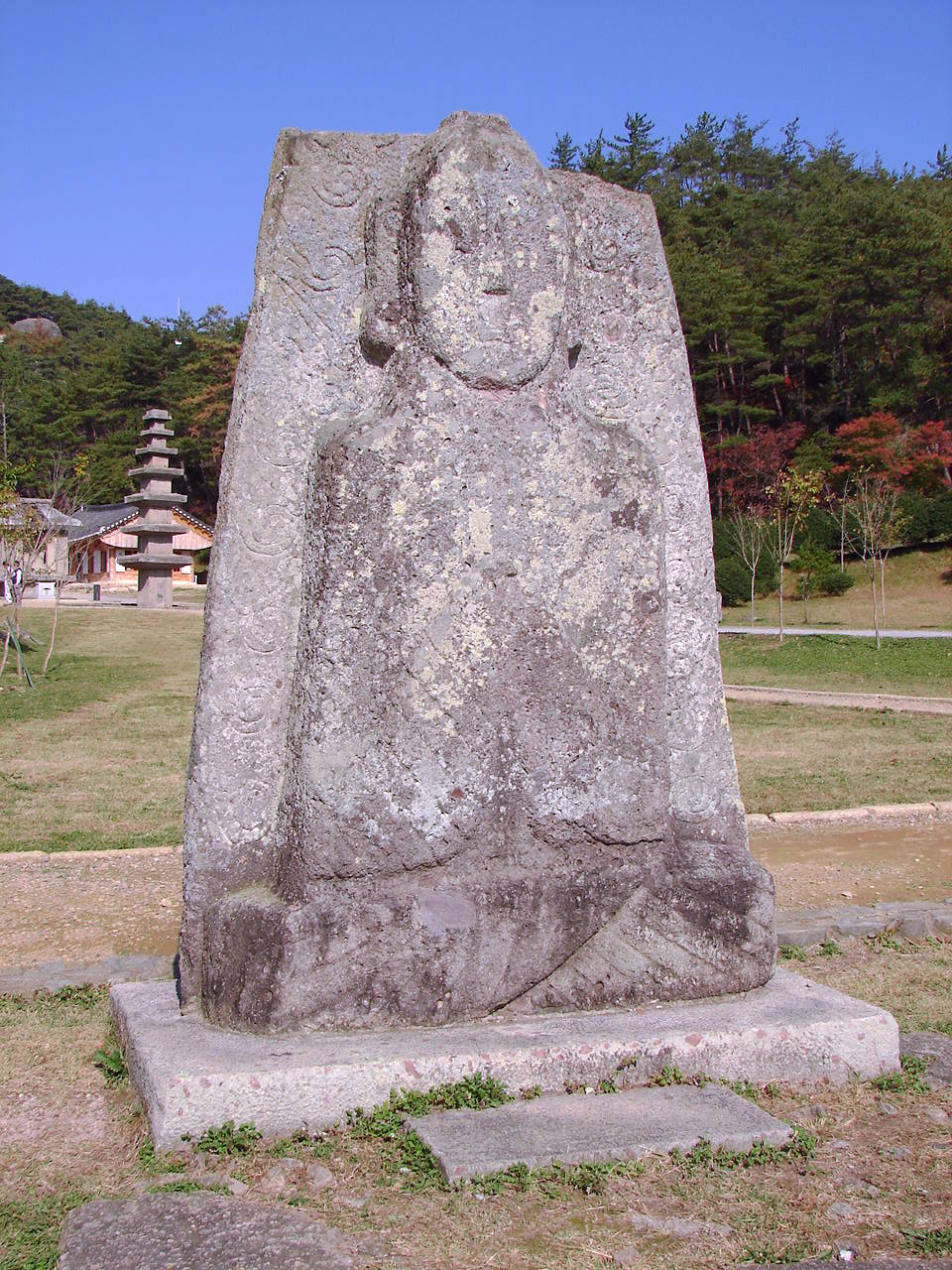
광배석불좌상

## 참고 문헌
- 이 문서에는 다음커뮤니케이션(현 카카오)에서 GFDL 또는 CC-SA 라이선스로 배포한 글로벌 세계대백과사전의 내용을 기초로 작성된 글이 포함되어 있습니다.